# Partido Socialista Unido de Venezuela
Die Partido Socialista Unido de Venezuela (PSUV; deutsch Vereinigte Sozialistische Partei Venezuelas) ist eine politische Partei in Venezuela, die sich aus linkspolitischen Bündnissen und Unterstützern der Bolivarischen Revolution bildete. Parteivorsitzender ist seit 2013 Nicolás Maduro, der seit 2013 auch das Amt des venezolanischen Staatspräsidenten innehat.
Die Partei ist die größte Partei in Venezuela. Seit 1999 regiert sie mit ihren Vorsitzenden Hugo Chávez und Nicolás Maduro.
Zahlreiche westliche Staaten erkennen seit der letzten Präsidentschaftswahl in Venezuela 2018 Maduro nicht als legitimen Präsidenten an, da sie behaupten, die Wahl sei nicht demokratisch, frei und fair abgelaufen. Am 3. Februar 2019 – nach einem gescheiterten Ultimatum der USA, Kanada, Australien und einiger europäischer Staaten (die EU-Kommission, Frankreich, Deutschland, Spanien, die Niederlande, Österreich, Großbritannien) Maduro, sofort Präsidentschaftswahlen auszurufen – erkannten sie den Parlamentspräsidenten und Oppositionsführer Juan Guaidó als Interimspräsidenten an und ordneten Neuwahlen an. Russland und zahlreiche linke bzw. sozialistische Staaten (China, Nordkorea, Kuba, Mexiko, Nicaragua) hielten hingegen weiter zu Maduro.

## Geschichte
Nachdem Hugo Chávez die Wahlen in Venezuela 2006 abermals gewonnen hatte, war er der Ansicht, die Parteien, die die Bolivarische Revolution unterstützt haben, sollten zusammengeführt werden, darunter Parteien wie der Movimiento Quinta República (MVR), Movimento Electoral del Pueblo (MEP), die Unión Popular Venezuela (UPV) und die Sozialistische Liga.
Der Gründungskongress fand zwischen dem 12. Januar und dem 9. März 2008 statt, als der vorläufige Vorstand der neuen Partei gewählt wurde.
Bei den Kommunal- und Regionalwahlen am 23. November 2008 errangen die Kandidaten der Vereinigten Sozialistischen Partei Venezuelas 81 % der Bürgermeisterposten in den Rathäusern und 77 % der Gouverneursposten in den Provinzregierungen.
Bei den Parlamentswahlen am 26. September 2010 erreichte die Vereinigte Sozialistische Partei Venezuelas 60 % der Mandante.
Die Enthüllungen von Swiss-Leaks offenbarten, dass die Führung der PSUV, in Venezuela im Volksmund oft als „Boliburguesía“ (Bourgeoisie der bolivarischen Revolution) bezeichnet, hohe Summen auf Konten der HSBC Private Banking Holdings (Suisse) SA transferiert hatte.
Anfang Mai 2015 spaltete sich die Bewegung Marea Socialista („Sozialistische Flut“) von der PSUV ab. Hervorgegangen aus linken Gewerkschaftskreisen, hatte diese ursprünglich trotzkistische Strömung den Kurs von Chávez-Nachfolger Nicolás Maduro seit längerem kritisiert. Sie wirft ihm vor, den Sozialismus zu verraten.

## Parteistruktur

### Parteitag
Der Nationale Parteitag ist das höchste Gremium der Partei. Er setzt sich aus gewählten Delegierten und Vertretern der regionalen Parteikomitees zusammen. 
Die Aufgaben des Parteitages sind:
- Nominierung des Parteivorsitzenden und des Stellvertreters
- Wahl der neuen Mitglieder des Nationalen Rats
- Bestimmen über Grundsätze und Zielsetzungen der PSUV, sowie Änderung und Verabschiedung neuer Leitsätze